# Seona
Seona falu Horvátországban, Eszék-Baranya megyében. Közigazgatásilag Alsómatucsinához tartozik.

## Fekvése
Eszéktől légvonalban 52, közúton 59 km-re, Nekcsétől 6 km-re délnyugatra, községközpontjától légvonalban 2, közúton 5 km-re délre, a Krndija-hegység északi lejtőin fekszik. 

## Története
A település a török uralom idején keletkezett. Első írásos említése 1579-ben a Pozsegai szandzsák török adóösszeírásában történt „Seline” néven 7 házzal. A török elleni felszabadító harcok idején lakossága elmenekült és csak 1691-től kezdett visszaszivárogni az elhagyott településre. A régi lakosok mellé ekkor újak is települtek. A hagyomány szerint Boszniából egy nő is ide érkezett gyerekeivel. A népes Bošnjaković család őt tekinti ősének. Ezt a hagyományt a történelmi tények is alátámasztják, a 17. század végén Savoyai Jenő seregének elvonulása után ugyanis nagyszámú katolikus lakosság szervezett betelepülése zajlott ide Boszniából. Miután a törökök Szlavóniából távoztak a bécsi udvar úgy döntött, hogy megszervezi a kamarai igazgatást. Ennek érdekében létrehoztak egy bizottságot, amely 1698-ban a települések népszámlálását végezte. Ez az összeírás említi „Szeona” falut, ahol 14 háztartásban katolikus lakosság él. A 18. és 19. században a falu lakossága folyamatosan növekedett.
Az 1783-as egyházi vizitáció szerint két kápolna állt a településen. A Jézus Legszentebb Neve tiszteletére szentelt kápolna a faluban állt. Ez valószínűleg a régi faluban, a dombon állt kápolnának felel meg. A kápolna fából épült, 7 és fél méter hosszú volt, tornya 5 méter magas volt. Fából készített festett mennyezete volt. Minden második vasárnap mondtak itt misét.
A Szent Mihály kápolna a régi temetőben, a régi falu végén állt. Fából épült fából készített festett mennyezettel. Téglapadlója volt. Hosszúsága 9 és fél méter, a torony magassága 5 és fél méter volt. Ezt a kápolnát csak védőszentjének ünnepét követő vasárnapon használták. Miután a Jézus szíve kápolna használata megszűnt, csak a Szent Mihály kápolna maradt az egyetlen szakrális épület a településen. 1843. június 18-án ez is leégett. A tüzet az oltárra helyezett gyertya okozta. A mai Szent mihály kápolnát 1854. október 1-jén szentelték fel.
A falu eredetileg nem a mai helyen, hanem az attól nyugatra emelkedő dombon feküdt. Ott volt a temetője is benne a Szent Mihály kápolnával. Amikor 1787 decemberében megkezdődött a Nekcséről Seonán át Kutjevóra menő út építése a lakosság az új út mellé kezdett települni. Ide építették fel a mai Szent Mihály kápolnát és itt, a falu bejáratának jobb oldalán létesítették új temetőjüket is. 
Az első katonai felmérés térképén „Szeona” néven található. Lipszky János 1808-ban Budán kiadott repertóriumában „Szeona” néven szerepel. Nagy Lajos 1829-ben kiadott művében „Szeona” néven 40 házzal, 241 katolikus vallású lakossal találjuk. 1906. november 18-án elsőként az akkori Verőce vármegyében avatták fel a falu vízvezetékét. Az avatáson, melyen a kútnál felállított Szent János szobrot is felszentelték az akkori horvát bán Pejácsevich Tivadar gróf is részt vett.
A településnek 1857-ben 249, 1910-ben 452 lakosa volt. Pozsega vármegye Pozsegai járásához tartozott. Az 1910-es népszámlálás adatai szerint lakosságának 98%-a horvát anyanyelvű volt. A trianoni békeszerződésig Verőce vármegye Nekcsei járásához tartozott. Az első világháború után 1918-ban az új szerb-horvát-szlovén állam, majd később (1929-ben) Jugoszlávia része lett. 1966-ban bevezették sz elektromos áramot és aszfaltozták az utakat. 1991-ben lakosságának 96%-a horvát nemzetiségű volt. 2011-ben a településnek 405 lakosa volt.

## Lakossága
| Lakosság változása | Lakosság változása | Lakosság változása | Lakosság változása | Lakosság változása | Lakosság változása | Lakosság változása | Lakosság változása | Lakosság változása | Lakosság változása | Lakosság változása | Lakosság változása | Lakosság változása | Lakosság változása | Lakosság változása | Lakosság változása |
| ------------------ | ------------------ | ------------------ | ------------------ | ------------------ | ------------------ | ------------------ | ------------------ | ------------------ | ------------------ | ------------------ | ------------------ | ------------------ | ------------------ | ------------------ | ------------------ |
| 1857               | 1869               | 1880               | 1890               | 1900               | 1910               | 1921               | 1931               | 1948               | 1953               | 1961               | 1971               | 1981               | 1991               | 2001               | 2011               |
| 249                | 285                | 292                | 333                | 378                | 452                | 478                | 610                | 568                | 599                | 609                | 575                | 473                | 483                | 488                | 405                |

## Gazdaság
A lakosság főként az erdei munkákból, mezőgazdaságból, szőlő- és gyümölcstermesztésből él. 

## Nevezetességei
A Szent Mihály kápolnát 1854. október 1-jén szentelték fel. Építtetője gróf Pejácsevich László volt, aki az új oltár szép Szent Mihály képét is adományozta. Az épületet 1897-ben megújították és 1897. szeptember 12-én szentelték fel újra. A bejárat felett kis kórus áll. Felette emelkedik az 1932-ban épített harangtorony. A kápolna előtti lépcsősort 1966-ban építették. Mellette a jobb oldalon épült fel a hittanterem és a kápláni lak.

## Oktatás
A faluban a feričanci általános iskola alsó tagozatos területi iskolája működik.